# Sadd Dūkān
Sadd Dūkān (arabiska: سد دوكان) är en dammbyggnad i Irak.   Den ligger i distriktet Dokan District och provinsen Sulaymaniyya, i den norra delen av landet, 290 km norr om huvudstaden Bagdad. Sadd Dūkān ligger 472 meter över havet.
Terrängen runt Sadd Dūkān är huvudsakligen kuperad, men åt sydost är den bergig. Sadd Dūkān ligger nere i en dal. Runt Sadd Dūkān är det ganska tätbefolkat, med 100 invånare per kvadratkilometer. Trakten runt Sadd Dūkān består till största delen av jordbruksmark.